# 卧龙寺街道
卧龙寺街道，是中华人民共和国陕西省宝鸡市金台区下辖的一个乡镇级行政单位。

## 行政区划
卧龙寺街道下辖以下地区：
昌荣社区、电力设备厂社区、行政西路社区、三迪社区、卧龙社区、朝阳社区、代家湾村、光明村、龙丰村、刘家台村和南坡村。
截止2020年下辖7个社区、3个村:
龙腾路社区、行政西路社区、三迪社区、卧龙社区、朝阳社区、代家湾社区、光明社区、龙丰村、刘家台村、南坡村。